# Дев'ять оповідань
«Дев'ять оповідань» (англ. Nine stories) — єдина офіційна збірка оповідань американського письменника Джерома Девіда Селінджера, яка була опублікована в травні 1953 року. Вона вважається збіркою найбільш відомих та цікавих творів письменника — «дев'яти перлин в намисті творчості Дж. Селінджера». Книга містить у собі дев'ять історій, головна тема кожної з яких — внутрішні переживання героя, його спроба зрозуміти свою сутність, своє місце в цьому світі, спроба вписати себе в світ навколо себе. Деякі з цих оповідань є частиною циклу про родину Гласс.

## Тлумачення назви збірки
Існує чимало пояснень назви збірки. На перший погляд назва «Дев'ять оповідань» не несе за собою жодного змісту, крім інформації про те, скільки оповідань вмістила у собі збірка. Деякі критики приписують письменнику брак смаку та оригінальності при називанні книги, деякі все ж вбачають відлуння релігійних доктрин, число 9 в яких — одна із філософських метафор «Махабхарати», де людське тіло уподібнене «дев'ятиворітному місту», а також сакральна цифра, без якої неможливо зрозуміти поетику «дхвані», тобто глибоко зашифрованого сенсу. Згідно з давньоіндійськими віруваннями, зміст істинно поетичного твору повинен мати два рівні: виражений словами та сугестивний (прихований). Сугестивність тексту не є метафоричною промовою, хоч має до нього безпосереднє відношення. Це так звана «душа» твору. Текст підкоряється строгим правилам, які дозволяють правильно подати сугестивну частину твору (дхвані). При чому, значення дхвані може бути найрізноманітнішим: через дхвані може виражатись проста думка, матись на увазі риторична форма або ж внушатись конкретний поетичний настрій. Останнє значення є найбільш важливим. Доктрина цього типу дхвані походить з того факту, що людська свідомість містить однакові для всіх людей «сплячі» зародки емоційного стану — це так звана «концепція всезагальності естетичного переживання». Санскритські теоретики виділяють 9 поетичних настроїв: еротичний, гумористичний, патетичний, жах, героїчний, страх, відраза, здивування, спокій. Для того, щоб втовкмачити читачу один із цих настроїв, в творі повинне переважати одне із головних відчуттів (стхайі-блава), відповідно (любов; сміх, іронія; співчуття; гнів; мужність; страх; відраза; відвертість; відчуження від світу). Якщо розглянути оповідання даної збірки Дж. Селінджера, з точки зору поетичних настроїв, то можна простежити, що в кожному з них є своє головне відчуття, при чому оповідання відносно цієї лінії головного відчуття слідують в тій послідовності, яка є традиційною для санскритської поетики:
1. Чудовий день для рибки-бананки — головне відчуття: любов
2. Тупташка-невдашка — головне відчуття: сміх, іронія
3. Перед самою війною з ескімосами — головне відчуття: співчуття
4. Людина, яка сміялась — головне відчуття: гнів
5. У човні — головне відчуття: мужність
6. Дорогій Есме — з любов'ю та всякою гидотою — головне відчуття: страх
7. Ці чарівні уста і ці зелені очі — головне відчуття: відраза
8. Блакитний період де Дом'є-Сміта — головне відчуття: відвертість
9. Тедді — головне відчуття: відчуження від світу

## Дев'ять оповідань
Збірка починається епіграфом — древнім дзен-будистським коаном, який носить назву «Одна рука». Епіграф різними мовами:
| Англійською                                                                          | Українською                                                              | Російською                                                           |
| ------------------------------------------------------------------------------------ | ------------------------------------------------------------------------ | -------------------------------------------------------------------- |
| We know the sound of two hands clapping. But what is the sound of one hand clapping? | Ми знаємо як звучать оплески двох рук, а як звучать оплески однієї руки? | Мы знаем звук хлопка двух ладоней, а как звучит хлопок одной ладони? |
| —                                                                                    | Оплески двох долонь видають звук, а що таке оплески однієї долоні?       | Хлопок двух ладоней издает звук, а что такое хлопок одной ладони?    |

### Чудовий день для рибки-бананки
(англ. A Perfect Day for Bananafish)
Одне з найвідоміших оповідань Дж. Селінджера, в якому описується останній день з життя Сеймура Гласса. Події відбуваються на курорті, де він відпочиває зі своєю дружиною Мюріель. Вона розмовляє по телефону з матір'ю, яка переживає за дочку через дивну, на її думку, поведінку Сеймура. Матір вважає, що чоловік Мюріель, якого вона дочекалась після війни, є психічно неврівноваженим і радить його остерігатись. Сам Сеймур в цей час відпочиває на пляжі, закутавшись в халат. Депресію чоловіка дещо розвіює маленька дівчинка Сибіл, яку він зустрічає на пляжі. Вони йдуть купатись в море, де Сеймур розказує дівчинці символічну історію про рибку-бананку, яка запливає в печеру, де об'їдається бананів і не може вже звідти виплисти, роздувається і помирає від бананової лихоманки. Після купання Сеймур повертається в готель, в кімнату, де спить його жінка. Він витягає з багажу трофейний пістолет, піднімає його та пускає собі кулю в праву вилицю.

### Кривенька качечка в Коннектикуті
(англ. Uncle Wiggily in Connecticut)
Оповідання розповідає нам про Елоїзу та Мері Джейн, які бесідують за келихами спиртного та поволі п'яніють. Головна героїня, Елоїза, з усіх сил намагається примиритися з життям, яке вона створила для себе з чоловіком Лу. Її щира любов — Уолт, член сім'ї Гласс, який помер під час служби в армії. спогад, який викликає в Елоїзи найбільшу ностальгію — це випадок, коли вони з Уолтом бігли за автобусом і вона потягнула собі ногу, а він сказав: «Бідненька моя тупашка-невдашка», звертаючись до ноги.
Важливим моментом у творі є зображення Елоїзиною дочки Рамони, яка, по суті, виступає її копією або ж навіть пародією. Рамона — копія матері, тільки вона ще не обтяжена тягарем часу та культури. Дочка постійно придумує собі уявних друзів, які гинуть внаслідок нещасних випадків, як і загинув Уолт. Рамона — дзеркало нездійсненої мрії Елоїзи, саме тому вона така жорстока з нею і саме тому вона так сильно її любить.

### Перед самою війною з ескімосами
(англ. Just Before the War with the Eskimos)
Розповідь про двох старшокласниць — Селену та Джіні, які разом грають в теніс. Вони їдуть додому на таксі і біля Селениного будинку в них відбувається суперечка через гроші, в результаті якої вони вирішують піднятись до Селени додому, де вона розміняє гроші та віддасть Джіні те, що була винна; багата Селена виявилась скупою. Поки Джіні чекала на подругу в коридорі, то познайомилась з її братом Френкліном. Після розмови з ним, затятим нонконформістом, в неї змінюються відчуття — від образи до співчуття. Френклін ніяк не може адаптуватись до мирного життя після війни, ще й кохана дівчина виходить заміж за іншого. Також, його друг Ерік їй розказує як одного разу дав притулок бідному поету, який, натомість, його обчистив. Тут вже простежується зворотна зміна відчуттів — від співчуття до образи.

### Людина, яка сміється
(англ. The Laughing Man)
В даного оповідання дуже цікава композиція: одна сюжетна лінія вкладена в іншу. Дія першої сюжетної лінії відбувається в 40 рр. Студент-юрист Джон займається групою маленьких хлопчиків(бой-скаутів)і розказує їм придуману історію 20-х рр. про людину, яка сміялась — друга сюжетна лінія. Джона всі називають Вождь. Він закоханий у дівчину з іншого соціального кола. Вона також його любить, проте їхнє почуття не має майбутнього. Відчуття напруженості у Вождя наростає і в результаті виливається агресією та різкою поведінкою з дітьми. Тим не менш, діти його дуже поважають і всі вони просто в захваті від розповідей про «Людину, яка сміється». Сама ж розповідь є доволі жорстокою: зловмисники викрали дитину багатих батьків з вимогою викупу, батьки відмовились платити таку велику суму і тоді зловмисники познущались над лицем хлопчика таким чином, що він виглядав як людина, яка завжди сміється. Коли він виріс, то утік від них в ліс до звірів, бо лише вони не боялись його зовнішності, крім того він міг спілкуватись їхньою мовою. В цьому оповіданні поєднанні реальність і вигадка.

### У човні
(англ. Down at the Dinghy)
Ще одна зустріч з сім'єю Гласс. Цього разу оповідання про Бу-бу Гласс, вона ж Беатриса Танненбаум, та її сина Лайонела. Оповідь розпочинається з розмови двох служниць, які обговорюють Лайонела. Одна з них занепокоєна тим, що він може розказати Бу-бу щось з того, що вона сказала. Тоді Лайонел втікає та ховається. Коли Бу-бу приходить, то починає його шукати і знаходить аж у човні у озері, коли він вже збирався відчалювати. Вона прикидається адміралом, щоб завоювати човен і зрозуміти причину втечі сина. Після емоційного діалогу, хлопчик таки розповів в чому справа — служниця Сандра назвала його тата «товстим брудним жидом». Проте, тут відбувається гра слів: Лайонел не знає слова «kike», тому трактує його як «kite» і вважає, що його батька обізвали «товстим брудним повітряним змієм». Бу-бу старається заспокоїти сина і в кінці оповідання вони разом йдуть в сторону дому.

### Для Есме— з любов'ю та всякою гидотою
(англ. For Esmé — with Love and Squalor)
Головному герою — сержанту Ікс — приходить запрошення на весілля. Він не має змоги поїхати і починає писати розповідь про те, наречену, якою він її пам'ятає 6 років тому.
В квітні 1944 року сержант Ікс проходив підготовку в Девонширі. Однієї суботи він бродив містом і випадково зайшов у церкву, де співав дитячий хор. З усіх дитячих голосів сержант був зачарований голосом однієї дівчинки, який найбільше виділявся та вів за собою хор. Пізніше він пішов до кав'ярні, в яку, через деякий час, заглянула і ця дівчинка з братом та гувернанткою. Помітивши, що Ікс спостерігає за нею, вона підсіла за його столик і розпочала розмову. На руці дівчинка носила величезний воєнний годинник, а у розмові вживала дуже багато дорослих книжних слів, можливо навіть не до кінця розуміючи їх значення. Під час того як дівчинка розмовляла з сержантом Ікс гувернантка постійно подавала їй знаки, щоб та поверталась за свій столик, а молодший брат бігав довкола них і задавав їм різні дитячі загадки. Дівчинка, яку звуть Есме, просить, щоб сержант написав про неї розповідь, коли дізнається, що до війни він був письменником-новелістом. Вона додає, що найбільше полюбляє розповіді про всяку гидоту і, не пояснюючи своїх слів, запитує чи не хотів би сержант, щоб вона писала йому листи, і, отримавши ствердну відповідь, дістає адресу його польової пошти.
Дії другої частини оповідання відбуваються в Баварії. До головного героя, який перебуває в стан депресії після тяжкого поранення і якого турбує безсоння та сильний головний біль, приходить посилка — Есме відправила йому свій воєнний годинник, сказавши, що вона за нього хвилюється і хоче, щоби цей старий годинник її батька став для нього талісманом. В його малій, тісній, освіченій однією тьмяною лампочкою, кімнаті до нього нарешті приходить жадана сонливість.

### Зелені очі та вуста чарівні
(англ. Pretty Mouth and Green My Eyes)
Розповідь про нічний телефонний дзвінок — розмову двох приятелів-адвокатів, де один розказує про свою жінку в той час, як інший в цей час перебуває з нею в ліжку. Типовий любовний трикутник. Оповідання поділене на два телефонні дзвінки Артура (обманутого чоловіка) до свого колеги. Перший: чоловік жаліється на службові неприємності, розказує як він любить свою жінку та розпитує, чи не знає його приятель, з ким вона поїхала додому. Другий(який є кульмінацією оповідання): Артур дзвонить ще раз і повідомляє, що його жінка уже повернулась і все нормально, хоч насправді вона далі у ліжку коханця.

### Блакитний період де Дом'є-Сміта
(англ. De Daumier-Smith's Blue Period)
Оповідання про молодого чоловіка, котрий відбув у Монреаль, щоби стати інструктором в академії мистецтв. Проте, в цій академії навчання відбувається лише в заочній формі: учні присилають власні роботи, інструктори їх коригують, відсилають назад із своїми зауваженнями та надають нове завдання. Для того, щоб «набити собі ціну» при відборі в інструктори, головний герой зазначає про своє близьке знайомство з Пікассо і придумує собі псевдонім — де Домьє-Сміт. За час своєї роботи він закохується в мистецьку красу релігійних картин невідомої чорниці і навіть збирається навідатись до неї у монастир, вибудовуючи собі ілюзії про свою поїздку. Тим не менш, через приналежність до бога вона не може займатись тим, що їй надано від Бога чи природи. У оповіданні є критика стримуючого фактору, котрий заважає людській діяльності, можливостям розкрити найкраще в людині, розкрити її потенціал.

### Тедді
(англ. Teddy)
Останнє оповідання є не лише логічним завершенням циклу дев'яти розповідей, а і його кульмінацією. Воно містить у собі сильні дзенські ідеї. Розповідь про десятирічного американського хлопчика Тедді Макардля, який повертається з батьками та молодшою сестрою на судні додому з Англії. Він — вундеркінд, який вміє пророкувати майбутнє. Хлопчик вважає, що в минулому житті він майже досягнув досконалості в духовному плані — досягнути її повністю йому завадила жінка (хоч пізніше він зазначає, що, не зважаючи на жінку, повної досконалості в минулому житті йому було не досягнути). Оповідання зосереджене на діалозі, який відбувається між Тедді та ще одним пасажиром судна — Ніколсоном. В цьому діалозі Тедді висловлює свої релігійно-філософські погляди. Наприклад, що бог є у всьому і все є божество: «Пуппі — бог, молоко — бог. Пуппі п'є молоко, бог п'є бога».
Тедді — син простих людей, які ніколи не зможуть його зрозуміти і лише докучають йому своєю любов'ю. Але він їм це вибачає, як і вибачає свою злу сестру та Ніколсона, який безпардонно пристав до нього зі своїми питаннями. Тедді не стрижений і неохайно вдягнутий — його не цікавить зовнішній вигляд, хоч всі звертають увагу, здебільшого, лише на нього.

## Цікаві факти
- Рибка-бананка (bananafish) — такий вид риб існує насправді. Це їстівна риба, родини albulidae, що живе у південних морях. Проте, швидше за все, це символічний образ, пов'язаний з переносними і сленговими значеннями слова «банан» (banana). Це слово може означати «дурниця», «брехня» або «божевілля», «відчай», «божевільний», «не всі вдома» тощо
- Фільм 1949-ого My Foolish Heart[en], побудований на сюжеті оповідання 2: «тупашка-невдашка» залишається єдиної екранізацією написаного Дж. Селінджером.[1] Крім певних рамок, фільм має мало чого спільного з оригіналом.
- Селена (оповідання 3: «перед самою війною з ескімосами») — це місяць, а місяць в «Рамаяні» зрівнюють з співчуттям, милосердям.
- Розв'язка оповідання 6 (Дорогій Есме — з любов'ю та всякою гидотою) відбувається шляхом дзенського позаінтелектуального просвітлення — в результаті абсурдного слова або вчинку. Абсурд тут в тому, що Есме дарує малознайомому чоловіку реліквію.
- «…її відкрите око було дуже, навіть нечесно, велике і глибоко синє, майже фіолетове» — в оповіданні 7: «Ці чарівні уста та ці зелені очі» Селінджер підкреслює, що очі в героїні темно-сині, хоча назва оповідання — вірш, що їй присвятив її чоловік, — говорить про зелені очі. Це своєрідне приховане відсилання до санскриту, де обидва кольори позначаються одним словом «ніла», при цьому темно-синій в давньоіндійській поетиці був атрибутом сьомого поетичного почуття — відрази.